# Faris Moumbagna
Faris Pemi Moumbagna (Yaundé, Centro, 1 de julio de 2000) es un futbolista camerunés. Juega de delantero y su equipo es el Olympique de Marsella de la Ligue 1, máxima categoría del fútbol francés.

## Trayectoria
Fue fichado por Olympique de Marsella el 20 de enero de 2024, firmó contrato hasta junio de 2026. A mediados de año sufrió una rotura de ligamentos cruzados, que lo apartó de las canchas por la temporada 2024-25.

## Selección nacional
Ha sido internacional con la selección de fútbol de Camerún.
Debutó con los Leones Indomables el 17 de noviembre de 2023, fue titular contra Mauricio en la clasificación a la Copa Mundial y ganaron 3-0.
A fin de año fue confirmado en el plantel para jugar la Copa Africana de Naciones.

## Estadísticas

### Clubes
Actualizado al último partido citado el 27 de abril de 2025.
| Club                                 | Div.          | Temporada     | Liga  | Liga  | Liga   | Copas nacionales | Copas nacionales | Copas nacionales | Copas internacionales | Copas internacionales | Copas internacionales | Total | Total | Total  |
| Club                                 | Div.          | Temporada     | Part. | Goles | Asist. | Part.            | Goles            | Asist.           | Part.                 | Goles                 | Asist.                | Part. | Goles | Asist. |
| ------------------------------------ | ------------- | ------------- | ----- | ----- | ------ | ---------------- | ---------------- | ---------------- | --------------------- | --------------------- | --------------------- | ----- | ----- | ------ |
| Philadelphia Union II Estados Unidos | 2.ª           | 2018          | 15    | 3     | 3      | —                | —                | —                | —                     | —                     | —                     | 15    | 3     | 3      |
| Philadelphia Union II Estados Unidos | 2.ª           | 2019          | 25    | 11    | 2      | —                | —                | —                | —                     | —                     | —                     | 25    | 11    | 2      |
| Philadelphia Union II Estados Unidos | Total club    | Total club    | 40    | 14    | 5      | 0                | 0                | 0                | 0                     | 0                     | 0                     | 40    | 14    | 5      |
| Kristiansund BK · Noruega            | 1.ª           | 2020          | 24    | 4     | 3      | —                | —                | —                | —                     | —                     | —                     | 24    | 4     | 3      |
| Kristiansund BK · Noruega            | 1.ª           | 2021          | 11    | 0     | 0      | —                | —                | —                | —                     | —                     | —                     | 11    | 0     | 0      |
| Kristiansund BK · Noruega            | Total club    | Total club    | 35    | 4     | 3      | 0                | 0                | 0                | 0                     | 0                     | 0                     | 35    | 4     | 3      |
| SønderjyskE Fodbold Dinamarca        | 1.ª           | 2021-22       | 10    | 0     | 1      | 4                | 1                | 0                | —                     | —                     | —                     | 14    | 1     | 1      |
| SønderjyskE Fodbold Dinamarca        | Total club    | Total club    | 10    | 0     | 1      | 4                | 1                | 0                | 0                     | 0                     | 0                     | 14    | 1     | 1      |
| Kristiansund BK · Noruega            | 1.ª           | 2022          | 14    | 5     | 2      | —                | —                | —                | —                     | —                     | —                     | 14    | 5     | 2      |
| Kristiansund BK · Noruega            | Total club    | Total club    | 49    | 9     | 5      | 0                | 0                | 0                | 0                     | 0                     | 0                     | 49    | 9     | 5      |
| F. K. Bodø/Glimt · Noruega           | 1.ª           | 2022          | —     | —     | —      | 2                | 0                | 0                | 2                     | 0                     | 0                     | 4     | 0     | 0      |
| F. K. Bodø/Glimt · Noruega           | 1.ª           | 2023          | 28    | 15    | 8      | 6                | 3                | 0                | 12                    | 6                     | 1                     | 46    | 24    | 9      |
| F. K. Bodø/Glimt · Noruega           | Total club    | Total club    | 28    | 15    | 8      | 8                | 3                | 0                | 14                    | 6                     | 1                     | 50    | 24    | 9      |
| Olympique de Marsella Francia        | 1.ª           | 2023-24       | 13    | 3     | 2      | -                | -                | -                | 7                     | 1                     | 0                     | 20    | 4     | 2      |
| Olympique de Marsella Francia        | 1.ª           | 2024-25       | 1     | 0     | 0      | -                | -                | -                | -                     | -                     | -                     | 1     | 0     | 0      |
| Olympique de Marsella Francia        | 1.ª           | 2025-26       | 0     | 0     | 0      | -                | -                | -                | -                     | -                     | -                     | 0     | 0     | 0      |
| Olympique de Marsella Francia        | Total club    | Total club    | 14    | 3     | 2      | 0                | 0                | 0                | 7                     | 1                     | 0                     | 21    | 4     | 2      |
| Total carrera                        | Total carrera | Total carrera | 141   | 41    | 21     | 12               | 4                | 0                | 21                    | 7                     | 1                     | 174   | 52    | 22     |
| 1. 2.                                |               |               |       |       |        |                  |                  |                  |                       |                       |                       |       |       |        |

### Selección
Actualizado al último partido citado el 11 de junio de 2024.
| Selección         | Temporada         | Continental | Continental | Continental | Mundial | Mundial | Mundial | Amistosos | Amistosos | Amistosos | Total | Total | Total  |
| Selección         | Temporada         | Part.       | Goles       | Asist.      | Part.   | Goles   | Asist.  | Part.     | Goles     | Asist.    | Part. | Goles | Asist. |
| ----------------- | ----------------- | ----------- | ----------- | ----------- | ------- | ------- | ------- | --------- | --------- | --------- | ----- | ----- | ------ |
| Absoluta Camerún  | 2023              | 2           | 0           | 0           | —       | —       | —       | -         | -         | -         | 2     | 0     | 0      |
| Absoluta Camerún  | 2024              | 6           | 0           | 0           | —       | —       | —       | 0         | 0         | 0         | 6     | 0     | 0      |
| Absoluta Camerún  | Total sel.        | 8           | 0           | 0           | 0       | 0       | 0       | 0         | 0         | 0         | 8     | 0     | 0      |
| Total selecciones | Total selecciones | 8           | 0           | 0           | 0       | 0       | 0       | 0         | 0         | 0         | 8     | 0     | 0      |
| 1.                |                   |             |             |             |         |         |         |           |           |           |       |       |        |

## Palmarés

### Títulos nacionales
| Título      | Club             | País    | Año  |
| ----------- | ---------------- | ------- | ---- |
| Eliteserien | F. K. Bodø/Glimt | Noruega | 2023 |